# Lonchura stygia
Il cappuccino nero (Lonchura stygia Stresemann, 1924) è un uccello passeriforme appartenente alla famiglia degli estrildidi.

## Distribuzione edhabitat
Questa specie è endemica di una ristretta area nella Nuova Guinea meridionale, dove abita le aree erbose, le paludi ed i canneti, spingendosi anche nelle zone coltivate e nelle risaie.

## Descrizione

### Dimensioni
Misura circa 11 cm di lunghezza, per un peso che sfiora i 12 g.

### Aspetto
Si tratta di un uccello robusto e munito di un becco tozzo e forte, di forma conica.

Come intuibile dal nome comune, nella livrea di questa specie predomina il nero, che tende a sfumare nel bruno scuro sul dorso (in particolare nelle femmine), mentre il codione è di colore giallo-arancio: gli occhi sono di colore bruno scuro, le zampe sono carnicino-grigiastre, il becco è plumbeo.

## Biologia
Si tratta di uccelli dalle abitudini diurne, che si riuniscono in gruppetti di una ventina d'individui, a volte in compagnia di altre specie come il diamante rosso ed il cappuccino calotta grigia: durante il giorno il cappuccino nero tende a rimanere al suolo o nell'erba alta alla ricerca di cibo, mentre al calar della sera questi uccelli si riuniscono nella vegetazione arborea per passare la notte.

### Alimentazione
Si tratta di uccelli essenzialmente granivori, che grazie al forte becco sono in grado di spezzare facilmente gli involucri di molti piccoli semi di graminacee e di riso: essi integrano la propria dieta anche con germogli, frutta, bacche e di tanto in tanto anche con piccoli insetti volanti.

### Riproduzione
La stagione riproduttiva coincide con la fine della stagione delle piogge, sicché essa non è ben definita ma teoricamente questi uccelli sono in grado di riprodursi durante tutto l'anno, a patto che le condizioni climatiche e di disponibilità del cibo siano ottimali.

Il nido è una struttura sferica costituita da rametti, steli d'erba e penne intrecciati da ambedue i genitori, ed ubicata nelle aree umide, possibilmente su isolotti affioranti dall'acqua: al suo interno la femmina depone 4-6 uova, che vengono covate da entrambi i sessi per circa due settimane. I nidiacei sono ciechi ed implumi alla nascita, ed è compito di ambedue i genitori nutrirli ed accudirli: essi sono pronti per l'involo attorno alle tre settimane di vita, tuttavia è piuttosto comune che i giovani rimangano coi genitori per almeno altri dieci giorni prima di allontanarsi definitivamente dal nido.